# عملیات چلچراغ
عملیات چلچراغ یک عملیات نظامی بود که توسط سازمان مجاهدین خلق ایران در ۲۸ خرداد ۱۳۶۷ انجام شد. هدف از این عملیات تصرف شهر مرزی مهران در ۱۰۰ کیلومتری ایلام و ضربه به قوای نظامی حکومت ایران بود، که با موفقیت انجام شد.

## شرح عملیات
در این عملیات که در ۲۸ خرداد ۱۳۶۷ صورت گرفت نیروهای نظامی مستقر در مهران شامل لشکر ۱۶ زرهی قزوین، لشکر ۱۱ امیرالمؤمنین سپاه و تیپ قائم یاسوج به‌طور کامل در هم شکسته شد و کلیه تسلیحات و تجهیزات این لشگرها با ارزشی بیش از دو میلیارد دلار به دست سازمان مجاهدین خلق ایران افتاد و بیش از ۱۵۰۰ نفر به اسارت ارتش آزادیبخش ملی درآمدند. مجاهدین پس از سه روز تخلیه اسرا و غنائم، از شهر مهران عقب‌نشینی کرده و به قرارگاه‌های خود بازگشتند.
حکومت ایران به سقوط شهر مهران اعتراف کرد و عراق را متهم ساخت که طی این تهاجم از گازهای شیمیایی استفاده نموده است، بغداد این را تکذیب نمود و تأکید کرد که مجاهدین به‌طور مستقل این عملیات را پیش برده‌اند.

### هدف
هدف مجاهدین خلق از عملیات چلچراغ، تصرف موقت شهر مهران به منظور تحمیل یک شکست نظامی به نیروهای خمینی بود تا راه برای عملیات‌های بعدی در عمق بیشتر و سرنگون کردن حکومت ایران مهیا گردد. نیروهای مجاهدین در شهر مهران شعار می‌دادند «امروز مهران، فردا تهران» مسعود رجوی فرمانده ارتش آزادیبخش ملی به خبرگزاری رویتر تأکید کرد: «تصرف مهران مقدمه فتح تهران است»، و همچنین گفت «این نبرد نخستین درس اساسی ما به رژیم درمانده خمینی است که بداند از انتصاب رفسنجانی هیچ سودی نخواهد برد»

### نتیجه عملیات
در این عملیات مجاهدین توانستند شهر مهران و ۵ سری ارتفاعات استراتژیک اطراف آنرا تسخیر کنند. ارتش آزادی‌بخش بیش از ۲میلیارد دلار انواع تسلیحات را به غنیمت گرفت که شامل ۱۵۶ تانک و توپ و زرهپوش و بیش از ۶۰موشک‌انداز و هم‌چنین بیش از ۲۰۰ خودرو و هزاران قبضه سلاح و انواع تجهیزات و مهمات می‌شود.

### نیروهای ارتش آزادیبخش
فرماندهی عملیات چلچراغ با فرمانده کل ارتش آزادیبخش مسعود رجوی بود و ۲۲ تیپ رزمی در آن شرکت داشتند.
نقش زنان در عملیات: در این عملیات دو تیپ رزمی از زنان مجاهد شرکت داشتند و اولین تیپ رزمی ارتش آزادیبخش تحت فرماندهی زنان وارد شهر مهران شد.

## پیامدها - واکنش‌ها

### پذیرش آتش‌بس توسط خمینی
خمینی به فاصله کوتاهی پس از عملیات چلچراغ قطعنامه ۵۹۸ را در تاریخ ۲۷ تیر۱۳۶۷پذیرفت و از آن با عنوان «نوشیدن جام زهر» یاد کرد. خمینی گفت: «... و اما در مورد قبول قطعنامه که حقیقتاً مسئله بسیار تلخ و ناگواری برای همه و خصوصاً برای من بود، این است که من تا چند روز قبل معتقد به همان شیوه دفاع و مواضع اعلام شده در جنگ بودم و مصلحت نظام و کشور و انقلاب را در اجرای آن می‌دیدم؛ ولی به واسطه حوادث و عواملی که از ذکر آن فعلًا خودداری می‌کنم، و به امید خداوند در آینده روشن خواهد شد و با توجه به نظر تمامی کارشناسان سیاسی و نظامی سطح بالای کشور، که من به تعهد و دلسوزی و صداقت آنان اعتماد دارم، با قبول قطعنامه و آتش‌بس موافقت نمودم… من بازمی‌گویم که قبول این مسئله برای من از زهر کشنده تر است؛ ولی راضی به رضای خدایم و برای رضایت او این جرعه را نوشیدم.»

### بازتاب در رسانه‌های بین‌المللی
تلویزیون کانال ۱ فرانسه در سومین گزارش خود صحنه‌هایی از به اسارت درآمدن نیروهای جمهوری اسلامی ایران و انفجار یک پل استراتژیکی را نشان داد و گزارش کرد که امروز مجاهدین مهران را تخلیه کرده و به پایگاه‌هایشان بازگشتند.
روزنامه الانباء کویت: «حاکمان تهران تلاش می‌کنند عملیات مهران را یک پیروزی عراق توسط نیروهای مسلح آن کشور جلوه بدهند … هدف حکومت ایران از این سخن، پوشاندن نیرو و قدرت اپوزیسیون رو به رشد ایران در انظار مردم ایران است.»
روزنامه کویتی القبس ۲۰ ژوئن ۱۹۸۸ نوشت: «مجاهدین خلق مهران را تصرف کردند…»

## کتاب
http://csis.org/files/media/csis/pubs/9005lessonsiraniraqii-chap10.pdf